# Hoplolabis (Parilisia) margarita monoensis
Hoplolabis (Parilisia) margarita monoensis is een ondersoort van de tweevleugelige Hoplolabis (Parilisia) margarita uit de familie steltmuggen (Limoniidae). De ondersoort komt voor in het Nearctisch gebied.